# Ussana
Ussana è un comune italiano di 3 989 abitanti della città metropolitana di Cagliari situato nel Campidano di Cagliari.

## Origini del nome
Il toponimo Ùssana è menzionato per la prima volta, nella forma latina “villa Ussane”, ossia “paese di Ussana”, in un documento di natura feudale risalente al 1326. Sempre nella forma Ussana è citato nel 1328 e nel 1331. Nei registri delle decime custoditi nell'Archivio Vaticano compare nelle forme Usana (1341), Ossane e Ussana (1346-1350).
La forma “Ossane” è dovuta alla latinizzazione di Ussane, per cui la O iniziale deve essere considerata come un errore di trascrizione. Negli atti del Parlamento di Pietro IV di Aragona (1355) è scritto nella forma Ussana mentre in quelli del Parlamento di Alfonso il Magnanimo (1421) Usena. Nei registri parrocchiali compilati a partire dal XVI secolo lo ritroviamo contemporaneamente nelle varianti Usana, Ussena e Ussana; in quest'ultima forma si attesta definitivamente dalla metà del Seicento in poi. Anche nelle rare pubblicazioni sarde del XVI-XVII secolo si ritrovano le stesse differenze: il Fara nella sua opera "Chorografia Sardiniae" (1580-1589) lo menziona con il nome di "oppidum Ussenæ", mentre Francesco Angelo de Vico nel "De la historia general de la isla y reyno de Sardeña" (1639) lo chiama Ussena.
Compare anche in alcune carte geografiche della Sardegna in due varianti, probabilmente il risultato di una errata interpretazione dei cartografi; nella carta del Coronelli (1650-1718) è scritto Orsana mentre in quella di G. B. Cavallini (1652) Orsola.
Riguardo al significato del toponimo Ùssana esistono varie ipotesi. Giulio Paulis (1987) ritiene che il toponimo non abbia una chiara origine e che sia da ascrivere al sostrato linguistico protosardo. Anche Massimo Pittau (1997) pensa che Ùssana sia un toponimo di origine sardiana o nuragica, e che trovi riscontro in altri toponimi sardi: Úsana (Orgosolo), Usanis (Osidda), Usinavà (Torpè), Usini. Lo stesso autore segnala una corrispondenza anche con l'antroponimo etrusco “Usuna”.

## Storia

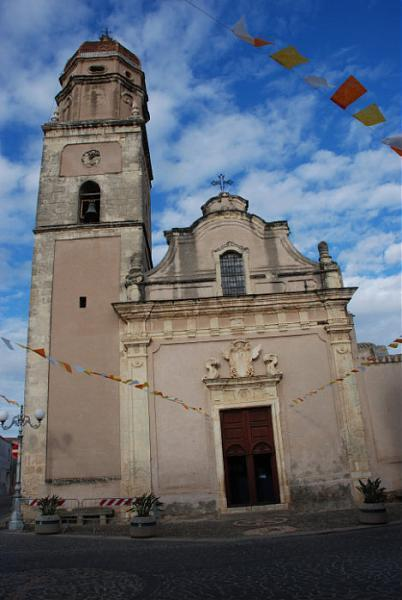
Chiesa di San Sebastiano

Nel suo territorio sono stati individuati insediamenti risalenti al Neolitico antico. Millenni dopo i romani edificarono qui varie opere tra cui le terme.
Nel medioevo fece parte del giudicato di Cagliari, nella curatoria di Parte Olla. Alla caduta del giudicato (1258) entrò a far parte dei domini della famiglia pisana dei Della Gherardesca, che possedette anche il castello di Baratuli, posto su una collina tra Ussana e Monastir. Nel 1324, passata al regno di Sardegna aragonese, divenne proprietà di vari feudatari fino al XIX secolo. In particolare il paese venne concesso col titolo di baronia dal re d'Aragona Pietro IV il Cerimonioso a Raimondo di Montpadone; nel 1594 fu venduta da Gerolamo Montainer a Gabriele Manca di Nuoro. Dal 1649 la baronia di Ussana fu unita a quella di Orosei nel Marchesato d'Albis, il cui primo titolare fu Antonio Manca Guiso, nipote di Gabriele. Nel XVIII secolo, estinta la linea maschile dei Manca Guiso, il feudo passò agli Amat di San Filippo, imparentati con i Manca per vari matrimoni. Agli Amat fu riscattato nel 1839 con la soppressione del sistema feudale, per cui divenne un comune amministrato da un sindaco e da un consiglio comunale.

### Simboli

Stemma di Ussana

L'attuale stemma del comune di Ussana è stato concesso con decreto del presidente della Repubblica del 1º agosto 2019.
Stemma
Gonfalone
La figura del ceppo di vite allude all'attività agricola, e, in particolare, alla lavorazione della vite e alla produzione del vino che ha un valore fondamentale nel tessuto economico e sociale del paese; le frecce alludono al patrono san Sebastiano martire. Questo stemma sostituisce uno precedente, concesso nel 1996: partito: nel primo, d'oro, alla torre di rosso mattonata di nero, chiusa e finestrata dello stesso, merlata alla guelfa di cinque, fondata sulla pianura di verde; nel secondo, di rosso, alle due frecce d'argento, poste in decusse, accompagnate da due stelle di otto raggi di azzurro, una in capo, l'altra in punta. 
La torre è stata eliminata poiché richiamava un castello esistente nelle vicinanze, ma in territorio esterno a quello comunale ed era rappresentazione delle numerose famiglie feudali pisane, catalano-aragonesi e sarde, che nei secoli avevano colonizzato e sfruttato il territorio ussanese (Della Gherardesca, Salavert, Estaper, Montpavon, Gomez, De Sena, Montbuy, Boter, Erill, Aymerich, Bonfil Montaner, Manca Guiso e Amat), nonché il toponimo di uno dei vicinati che compongono il centro storico: Su Bruncu de sa Turri, nome di luogo sicuramente derivato dalla presenza di un'antica torre. Il gonfalone era un drappo partito di rosso e di azzurro.

## Monumenti e luoghi d'interesse

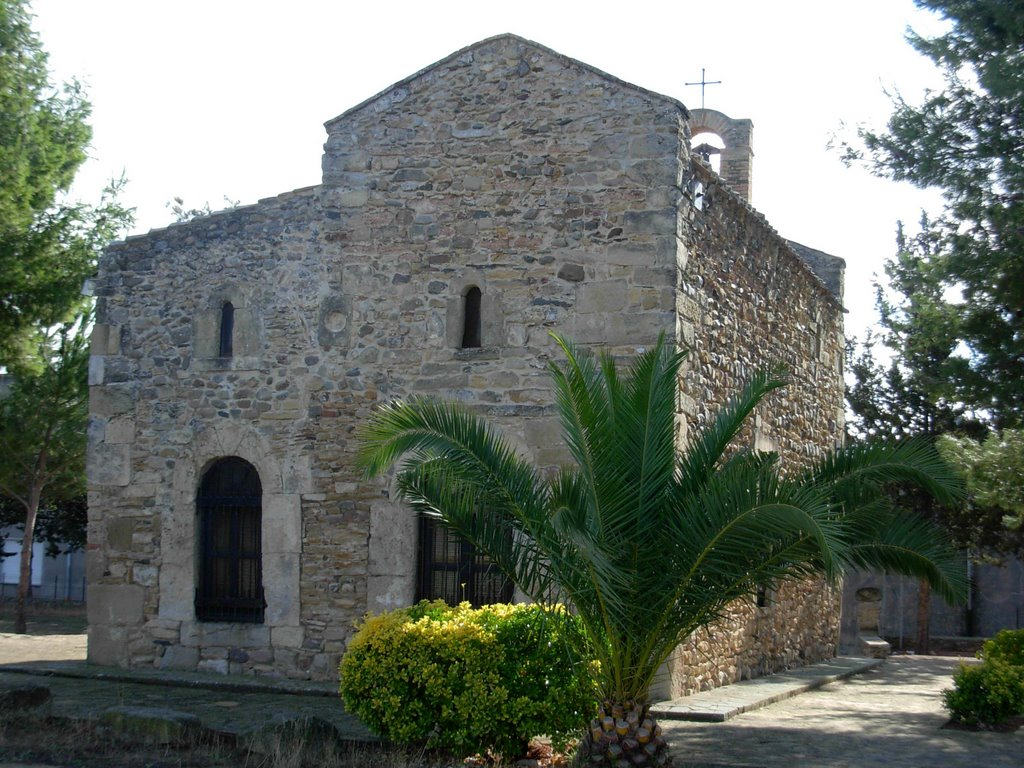
Chiesa di San Saturnino

### Architetture religiose
- Chiesa di San Sebastiano
- Chiesa di San Saturnino (XII secolo)

### Architetture militari
- Lungo il confine con Monastir si trovano i ruderi del castello di Baratuli, un antico castello situato all estremità del monte Olladiri, edificato nel XII secolo dai giudici di Cagliari.

### Siti archeologici

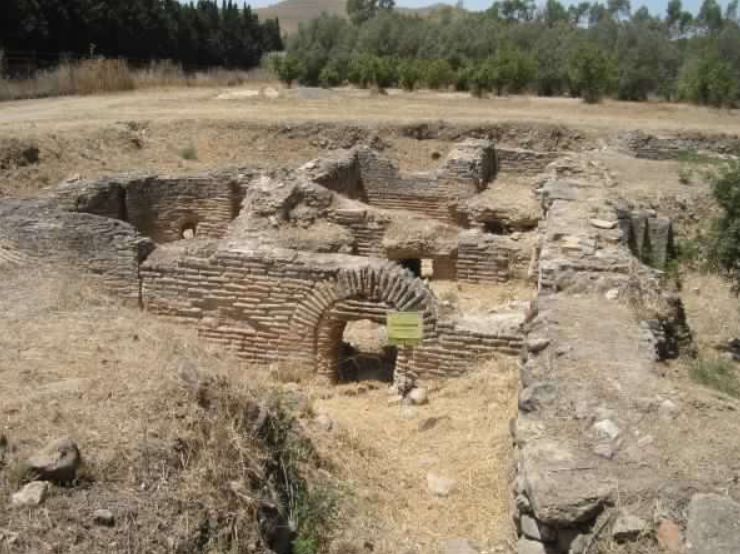
Terme di San Lorenzo

- Terme romane, databili al IV secolo d.C.[7].
- Sarcofago romano (III secolo d. C.): Nella chiesetta romanica di San Saturnino si conserva il più importante reperto archeologico di età romana finora scoperto nel territorio di Ussana. Si tratta di un'arca funebre di marmo, con una ricca decorazione scultorea, nella parte frontale e nei due lati. Il manufatto, destinato in origine ad accogliere i resti mortali di una giovane patrizia, è stato rinvenuto in epoca incerta, presumibilmente nelle campagne del paese, in circostanze fortuite durante l'esecuzione di lavori agricoli.
- Fornaci di laterizi Picci, dismesse negli anni 1980, sito di archeologia industriale.

## Società

### Evoluzione demografica
Abitanti censiti

### Lingue e dialetti
La variante del sardo parlata a Ussana è il campidanese occidentale.

## Amministrazione
| Periodo         | Periodo         | Primo cittadino | Partito                            | Carica  | Note |
| --------------- | --------------- | --------------- | ---------------------------------- | ------- | ---- |
| 31 maggio 2015  | 26 ottobre 2020 | Emidio Contini  | Lista civica "Ussana riparti"      | Sindaco |      |
| 26 ottobre 2020 | in carica       | Emidio Contini  | Lista civica "Continuiamo insieme" | Sindaco |      |

## Sport

### Calcio
È presente una società di calcio a 5, la Futsal San Sebastiano.

### Pallavolo
Dal 1998 è attiva l'Associazione Dilettantistica Sportiva "volley ussana".